# Quercus liebmannii
Quercus liebmannii és una espècie de roure que pertany a la família de les fagàcies i està dins de la secció dels roures blancs, que són els roures blancs d'Europa, Àsia i Amèrica del Nord.

## Descripció
Quercus liebmannii és un arbre caducifoli que pot arribar a fer fins als 10 m d'alçada. L'escorça és fosca, fissurada. Les branques són esveltes, sense pèls, una mica rosades, amb nombroses lenticel·les pàl·lides. Les gemmes fan entre 2 a 4 mm de llarg de color marró pàl·lid, pubescent al principi, que es torna glabre, amb escates ciliades i estípules caducifòlies. Les fulles de 9-25 x 4-16 cm són coriàcies, d'obovals a oblanceolades, de vegades el·líptiques. El vèrtex de la fulla és arrodonit o contundent, la base és reduïda, arrodonida o de vegades cordiforme. Les fulles joves són de color groc rosat tomentós i les fulles madures per sobre són verdes, lluents, sense pèls o amb alguns pèls estellats al llarg de la vora mitjana i a la base de la fulla; per sota amb un toment persistent, dens i blanquinós format per pèls feixucs i glandulars, excepte als nervis primaris; marge no revolut, ondulat, sinuat-dentat, amb 7-13 parells de dents curtes de mucronades i entre 10 a 16 parells de venes, prominents a sota. El pecíol fa entre 4 a 15 mm de llarg, glabrescent.

## Distribució
Quercus liebmannii creix als estats mexicans d'Oaxaca i Puebla, entres els 1000 fins als 2500 m.

## Taxonomia
Quercus liebmannii va ser descrita per Anders Sandøe Oersted (William Trelease) i publicat a Memoirs of the National Academy of Sciences 20: 66, pl. 75, a l'any 1924.
Etimologia
Quercus: Nom genèric del llatí que designava igualment al roure i a l'alzina.
liebmannii: epítet
Sinonímia
- Quercus liebmannii Oerst., name published without description
- Quercus liebmannii f. brevipes Trel.
- Quercus poculifer Trel.[5][6]